# Dusona adriaansei
Dusona adriaansei är en stekelart som först beskrevs av Teunissen 1947.  Dusona adriaansei ingår i släktet Dusona och familjen brokparasitsteklar. Inga underarter finns listade i Catalogue of Life.